# Egget
Egget var en svensk satirtidning i tabloidformat som gavs ut i fjorton nummer mellan 1988 och 1991.
Redaktionen utgjordes av grundarna Salomon Schulman, Erik Wijk, Crister Enander och förstärktes så småningom av tecknaren Hans Lindström, konstnären Leif Nelson, journalisten Ronny Holmlund och ekonomen Sven Grassman. Bland regelbundna medarbetare märktes även Mats Gellerfelt, Knut Carlqvist och Roger Fjellström.
Tidskriften beskrevs 1989 satiriskt av Sara Danius i en krönika med titeln "Satir utan idé är smädelse". DN:s Kari Andén Papadopoulos skrev att tidskriften "utan vare sig elegans eller anständighet riktar sina slag mot den politiska och kulturella maktens representanter för dagen", men också att "Eggets vulgära råsopar paradoxalt nog kanske kan bidra till att nyansera ett kanoniserande kulturklimat".
Redaktörerna beskrev 1990 tidskriftens uppgift som "att försvara förnuftet och uppriktigheten i en tid då hånet mot kunskap och rationalitet anses som förhärskande".
En stor del av Erik Wijks bidrag i Egget återutgavs i hans debutbok Vi borde ha det lika bra (1991). 